# Léonce Moudindo
Léonce Moudindo est un acteur et réalisateur camerounais

## Filmographie
- 2015 : Grigri
- 2016 : Kocta[2]
- 2021 : Ange ou démon[3]
- 2023 : Silence